# Sigapatella novaezelandiae
Sigapatella novaezelandiae är en snäckart som först beskrevs av René-Primevère Lesson 1830.  Sigapatella novaezelandiae ingår i släktet Sigapatella och familjen toffelsnäckor. Inga underarter finns listade i Catalogue of Life.